# Anolis poecilopus
Anolis poecilopus (плямисто-сірий аноліс) — вид ігуаноподібних ящірок родини анолісових (Dactyloidae). Мешкає в Панамі і Колумбії.

## Поширення і екологія
Плямисто-сірі аноліси мешкають на сході Панами та на північному заході Колумбії, зокрема в долині Магдалени. Вони живуть у вологих тропічних лісах, на рівнинах і в передгір'ях, трапляються у вторинних заростях, на висоті до 1300 м над рівнем моря.